# Division 1 1986-1987
La Division 1 1986-1987 è stata la 49ª edizione della massima serie del campionato francese di calcio, disputato tra il 5 agosto 1986 e il 5 giugno 1987 e concluso con la vittoria del Bordeaux, al suo quarto titolo.
Capocannoniere del torneo è stato Bernard Zénier (Metz) con 18 reti.

## Stagione

### Avvenimenti
L'iniziale emergere dei campioni uscenti del Paris Saint-Germain, unica squadra a punteggio pieno dopo due turni, fu interrotto dall'emergere dell'Olympique Marsiglia e del Nantes. Soli al comando alla sesta giornata,, i Canarini cedettero successivamente il passo al Bordeaux che di lì in poi ingaggiò un duello per il titolo con i marsigliesi. Sorpassato dai girondini in occasione della prima sconfitta stagionale alla dodicesima giornata, l'Olympique Marsiglia raggiunse immediatamente i rivali e li distanziò di due punti all'ultima giornata del girone di andata.
In apertura del girone di ritorno marsigliesi e girondini proseguirono appaiati in vetta per diverse giornate, dando in seguito vita ad una serie di sorpassi e controsorpassi: sebbene pesantemente sconfitto nello scontro diretto dell'11 aprile, a quattro turni dalla conclusione l'OM guidava la classifica con un punto di vantaggio sui rivali. Di lì in poi i marsigliesi, che fino a quel momento avevano incassato solo tre sconfitte, persero tutti gli incontri restanti lasciando il via libera ai girondini, i quali poterono assicurarsi il quarto titolo nazionale con una gara di anticipo.
La qualificazione di entrambe le contendenti al titolo alla finale di Coppa di Francia, avvenuta tre giorni dopo la penultima giornata, permise all'OM di disputare la Coppa delle Coppe, lasciando libera una posizione in zona UEFA: assieme al Tolosa, qualificato con un turno di anticipo, l'accesso alla terza competizione europea spettò all'Auxerre.
A fondo classifica, il Sochaux ebbe accesso ai play-out contro il Cannes, subendo nella gara di ritorno una rimonta che lo condannò alla discesa in Division 2 assieme al Nancy, retrocesso sul campo con una giornata di anticipo e il Rennes, fuori dai giochi da diverse giornate.

## Classifica finale
|  | Pos. | Squadra             | Pt | G  | V  | N  | P  | GF | GS | DR  |
|  | ---- | ------------------- | -- | -- | -- | -- | -- | -- | -- | --- |
|  | 1.   | Bordeaux            | 53 | 38 | 20 | 13 | 5  | 57 | 27 | +30 |
|  | 2.   | Olympique Marsiglia | 49 | 38 | 18 | 13 | 7  | 52 | 33 | +19 |
|  | 3.   | Tolosa              | 48 | 38 | 18 | 12 | 8  | 54 | 32 | +22 |
|  | 4.   | Auxerre             | 47 | 38 | 17 | 13 | 8  | 45 | 32 | +13 |
|  | 5.   | Monaco              | 45 | 38 | 15 | 15 | 8  | 41 | 33 | +8  |
|  | 6.   | Metz                | 43 | 38 | 14 | 15 | 9  | 54 | 32 | +22 |
|  | 7.   | Paris Saint-Germain | 41 | 38 | 14 | 13 | 11 | 35 | 33 | +2  |
|  | 8.   | Brest               | 40 | 38 | 14 | 12 | 12 | 43 | 41 | +2  |
|  | 9.   | Laval               | 38 | 38 | 12 | 14 | 12 | 40 | 46 | -6  |
|  | 10.  | Lens                | 37 | 38 | 11 | 15 | 12 | 37 | 40 | -3  |
|  | 11.  | Nizza               | 37 | 38 | 15 | 7  | 16 | 38 | 49 | -11 |
|  | 12.  | Nantes              | 36 | 38 | 12 | 12 | 14 | 35 | 38 | -3  |
|  | 13.  | RC France           | 36 | 38 | 14 | 8  | 16 | 41 | 45 | -4  |
|  | 14.  | Lilla               | 34 | 38 | 12 | 10 | 16 | 39 | 38 | +1  |
|  | 15.  | Tolone              | 34 | 38 | 10 | 14 | 14 | 36 | 46 | -10 |
|  | 16.  | Saint-Étienne       | 33 | 38 | 9  | 15 | 14 | 27 | 32 | -5  |
|  | 17.  | Le Havre            | 32 | 38 | 8  | 16 | 14 | 39 | 50 | -11 |
|  | 18.  | Sochaux             | 31 | 38 | 9  | 13 | 16 | 35 | 51 | -16 |
|  | 19.  | Nancy               | 29 | 38 | 8  | 13 | 17 | 28 | 40 | -12 |
|  | 20.  | Rennes              | 17 | 38 | 5  | 7  | 26 | 20 | 58 | -38 |

Legenda:
      Campione di Francia ed ammessa alla Coppa dei Campioni 1987-1988.
      Ammesse alla Coppa UEFA 1987-1988.
      Ammesse alla Coppa delle Coppe 1987-1988.
  Partecipa ai play-out.
      Retrocesse in Division 2 1987-1988.
Note:
Due punti a vittoria, uno a pareggio, zero a sconfitta.
In caso di arrivo di due o più squadre a pari punti, la graduatoria verrà stilata secondo la classifica avulsa tra le squadre interessate che prevede, in ordine, i seguenti criteri:
- Differenza reti generale.
- Reti realizzate in generale.

### Squadra campione
| Formazione tipo | Giocatori (presenze)           |
| --- | ------------------------------ |
| Dropsy Battiston Specht Zo. Vujović Thouvenel Girard Tigana Vercruysse Ferreri Zl. Vujović Fargeon                                                                         | Dominique Dropsy (38)          |
| Dropsy Battiston Specht Zo. Vujović Thouvenel Girard Tigana Vercruysse Ferreri Zl. Vujović Fargeon                                                                         | Léonard Specht (33)            |
| Dropsy Battiston Specht Zo. Vujović Thouvenel Girard Tigana Vercruysse Ferreri Zl. Vujović Fargeon                                                                         | Zoran Vujović (37)             |
| Dropsy Battiston Specht Zo. Vujović Thouvenel Girard Tigana Vercruysse Ferreri Zl. Vujović Fargeon                                                                         | Patrick Battiston (32)         |
| Dropsy Battiston Specht Zo. Vujović Thouvenel Girard Tigana Vercruysse Ferreri Zl. Vujović Fargeon                                                                         | Jean-Christophe Thouvenel (33) |
| Dropsy Battiston Specht Zo. Vujović Thouvenel Girard Tigana Vercruysse Ferreri Zl. Vujović Fargeon                                                                         | René Girard (34)               |
| Dropsy Battiston Specht Zo. Vujović Thouvenel Girard Tigana Vercruysse Ferreri Zl. Vujović Fargeon                                                                         | Jean Tigana (37)               |
| Dropsy Battiston Specht Zo. Vujović Thouvenel Girard Tigana Vercruysse Ferreri Zl. Vujović Fargeon                                                                         | Philippe Vercruysse (26)       |
| Dropsy Battiston Specht Zo. Vujović Thouvenel Girard Tigana Vercruysse Ferreri Zl. Vujović Fargeon                                                                         | Jean-Marc Ferreri (33)         |
| Dropsy Battiston Specht Zo. Vujović Thouvenel Girard Tigana Vercruysse Ferreri Zl. Vujović Fargeon                                                                         | Zlatko Vujović (35)            |
| Dropsy Battiston Specht Zo. Vujović Thouvenel Girard Tigana Vercruysse Ferreri Zl. Vujović Fargeon                                                                         | Philippe Fargeon (18)          |
| Altri giocatori: Alain Roche (28), Gernot Rohr (27), Bernard Lacombe (16), José Touré (13), Laurent Lassagne (5), Bernard Gimenez (3), Jérôme Gnako (1), Uwe Reinders (1). |                                |

## Spareggi

### Play-out
|         | Risultati |         | Luogo e data           |
| ------- | --------- | ------- | ---------------------- |
| Sochaux | 1-0       | Cannes  | Sochaux, 9 giugno 1987 |
| Cannes  | 2-0       | Sochaux | Cannes, 13 giugno 1987 |
|         |           |         |                        |

## Statistiche

### Squadre

#### Capoliste solitarie
|    | ——  | —— | —— | —— | ——     | —— | —— | —— | ——  | ——  | ——       | ——       | ——       | ——  | ——  | ——  | ——  | ——           | ——           | ——  | ——  | ——  | ——  | ——       | ——  | ——       | ——  | ——  | ——  | ——       | ——       | ——  | ——  | ——       | ——       | ——       | ——       | —— |  |
|    | PSG |    |    |    | Nantes |    |    | OM |     |     | Bordeaux | Bordeaux | Bordeaux |     |     |     |     | O. Marsiglia | O. Marsiglia |     |     |     |     | Bordeaux |     | Bordeaux |     |     | OM  | Bordeaux | Bordeaux | OM  | OM  | Bordeaux | Bordeaux | Bordeaux | Bordeaux |    |  |
|    |     |    |    |    |        |    |    |    |     |     |          |          |          |     |     |     |     |              |              |     |     |     |     |          |     |          |     |     |     |          |          |     |     |          |          |          |          |    |  |
|    |     |    |    |    |        |    |    |    |     |     |          |          |          |     |     |     |     |              |              |     |     |     |     |          |     |          |     |     |     |          |          |     |     |          |          |          |          |    |  |
| 1ª | 2ª  | 3ª | 4ª | 5ª | 6ª     | 7ª | 8ª | 9ª | 10ª | 11ª | 12ª      | 13ª      | 14ª      | 15ª | 16ª | 17ª | 18ª | 19ª          | 20ª          | 21ª | 22ª | 23ª | 24ª | 25ª      | 26ª | 27ª      | 28ª | 29ª | 30ª | 31ª      | 32ª      | 33ª | 34ª | 35ª      | 36ª      | 37ª      | 38ª      |    |  |

### Primati stagionali
Squadre
- Maggior numero di vittorie: Bordeaux (20)
- Minor numero di sconfitte: Bordeaux (5)
- Migliore attacco: Bordeaux (57)
- Miglior difesa: Bordeaux (27)
- Miglior differenza reti: Bordeaux (+30)
- Maggior numero di pareggi: Le Havre (16)
- Minor numero di pareggi: Nizza, Rennes (7)
- Maggior numero di sconfitte: Rennes (26)
- Minor numero di vittorie: Rennes (5)
- Peggior attacco: Rennes (20)
- Peggior difesa: Rennes (58)
- Peggior differenza reti: Rennes (-38)

### Individuali

#### Classifica marcatori
| Gol | Rigori |  | Giocatore         | Squadra             |
| --- | ------ |  | ----------------- | ------------------- |
| 18  | 4      |  | Bernard Zénier    | Metz                |
| 15  | 2      |  | Gérard Buscher    | Brest               |
| 15  |        |  | Philippe Fargeon  | Bordeaux            |
| 14  | 4      |  | Enzo Francescoli  | RC Parigi           |
| 14  | 3      |  | Alberto Márcico   | Tolosa              |
| 14  |        |  | Carmelo Micciche  | Metz                |
| 13  |        |  | Éric Cantona      | Auxerre             |
| 13  | 4      |  | Philippe Desmet   | Lilla               |
| 13  |        |  | Chérif Oudjani    | RC Parigi Lens      |
| 13  | 2      |  | Jean-Pierre Papin | Olympique Marsiglia |
| 13  | 1      |  | Víctor Ramos      | Tolone              |
| 12  | 2      |  | Gérald Passi      | Tolosa              |
| 12  | 1      |  | Zlatko Vujović    | Bordeaux            |
| 11  | 6      |  | Robert Llorens    | Le Havre            |
| 11  |        |  | Yannick Stopyra   | Tolosa              |

## Percorso dei club nelle coppe europee
| Club                | Competizione       | Risultato            | Ultimo avversario                               |
| ------------------- | ------------------ | -------------------- | ----------------------------------------------- |
| Paris Saint-Germain | Coppa dei Campioni | Primo turno          | FC Vitkovice (2-2; 0-1)                         |
| Bordeaux            | Coppa delle Coppe  | Semifinali           | Lokomotive Lipsia (0-1; 1-0 d.t.s.; 5-6 d.c.r.) |
| Tolosa              | Coppa UEFA         | Sedicesimi di finale | Spartak Mosca (3-1; 1-5)                        |
| Nantes              | Coppa UEFA         | Primo turno          | Torino (0-4; 1-1)                               |
| Lens                | Coppa UEFA         | Primo turno          | Dundee Utd (1-0; 0-2)                           |